# Comuna Kumrovec, Krapina-Zagorje

## Demografie
Componența etnică a comunei Kumrovec
     Croați (96,6%)
     Sloveni (1,13%)
     Necunoscut (0,19%)
     Neclasificat (1,57%)
Componența confesională a comunei Kumrovec
     Catolici (94,96%)
     Fără religie și atei (1,89%)
     Necunoscută (0,88%)
     Alte religii (2,27%)
Conform recensământului din 2011, comuna Kumrovec avea 1.588 de locuitori. Din punct de vedere etnic, majoritatea locuitorilor (96,6%) erau croați, cu o minoritate de sloveni (1,13%). Apartenența etnică nu este cunoscută în cazul a 0,19% din locuitori. Din punct de vedere confesional, majoritatea locuitorilor (94,96%) erau catolici, cu o minoritate de persoane fără religie și atei (1,89%). Pentru 0,88% din locuitori nu este cunoscută apartenența confesională.

## Personalități născute aici
- Iosip Broz Tito (1892 - 1980), președinte al Iugoslaviei în perioada 1953 - 1980.